# 대한민국 민법 제1057조
대한민국 민법 제1057조는 상속인수색의 공고에 대한 대한민국 민법 조문이다.

## 조문
제1057조(상속인수색의 공고): 제1056조제1항의 기간이 경과하여도 상속인의 존부를 알 수 없는 때에는 법원은 관리인의 청구에 의하여 상속인이 있으면 일정한 기간내에 그 권리를 주장할 것을 공고하여야 한다. 그 기간은 1년 이상이어야 한다.

## 판례
- 서울중앙지방법원 2023. 2. 2. 선고 2022나8770 판결
- 서울중앙지방법원 2022. 11. 23. 선고 2021가합551914 판결
- 서울중앙지방법원 2019. 12. 12. 선고 2019가합542269 판결